# 충청남도개발공사
충청남도개발공사(忠淸南道開發公社, Chungcheongnamdo Development Corporation)는 충청남도의 균형발전을 통한 지역경제 활성화, 도민의 복리증진증진을 위해 충청남도에서 출자하여 설립한 공기업이다.

## 연혁
- 2007년 2월 6일 충청남도개발공사 개청

## 조직
- 사장
- 이사
- 경영기획실
- 사업전략실
- 지역개발실
- 공공주택실